# Zelia Nuttall
Zelia Maria Magdalena Nuttall (San Francisco, 6 settembre 1857 – Coyoacan, 12 aprile 1933) è stata un'archeologa ed etnologa statunitense.
Fu una celebre specialista delle culture pre-azteche e precolombiane del Messico.

## Biografia
Zelia Nuttall era la seconda dei sei figli di Robert Kennedy Nuttall, medico anglo-irlandese, e di Magdalena Parrot, d’origine in parte messicana, a sua volta figlia di un facoltoso proprietario terriero e banchiere di San Francisco. Suo fratello George fu un grande e famoso biologo.
Quando Zelia era ancora giovinetta, ebbe in regalo da sua madre un libro sulle antichità precolombiane che la colpì particolarmente e segnò il suo futuro. 

Dal 1865 al 1876, ella viaggiò assieme alla famiglia attraverso l’Inghilterra, la Francia e la Germania, ricevendo così un'educazione cosmopolita e multilingue. Di ritorno dagli Stati Uniti, nel 1880, sposò Alphonse Pinart, con il quale visitò le Antille, di nuovo la Francia e la Spagna. Nel 1882 la coppia ebbe una figlia, Nadine, ma nonostante ciò i due si separarono nel 1884, per poi divorziare nel 1888. Zelia e sua figlia ripresero il cognome Nuttall.
Nel 1884-1885, Zelia si recò in Messico, sempre assieme alla famiglia, e iniziò ufficialmente la sua carriera di "americanista", nel senso di studiosa della storia e della cultura del continente americano prima dell'arrivo degli europei. Lavorò infatti al Museo nazionale del Messico e nel 1886 pubblicò il suo primo articolo. Lo stesso anno divenne assistente onorario di archeologia messicana presso il "Peabody Museum" di Harvard e, nello stesso periodo, professore onorario d'archeologia del Museo. Nel 1891 contribuì alla stesura del primo volume della pubblicazione del museo con un articolo su un'acconciatura di piume del Museum di Storia naturale di Vienna inaugurato da poco. Frederic Putnam, conservatore del Peabody dal 1875 al 1909, assieme a Franz Boas, videro in lei un'eccellente mediatrice fra gli ambienti americanisti di paesi diversi, a causa della sua educazione e delle sue relazioni cosmopolite, e la sua origine familiare ne faceva una interlocutrice ideale per le relazioni col Messico. Zelia ebbe quindi un ruolo importante nella creazione di un'istituzione di cooperazione internazionale ("Escuela Internacional de Arqueologia y Etnologia Americanas").
Dal 1886 al 1899 ella seguì ancora una volta la sua famiglia in Europa, risiedendo principalmente a Dresda. Ma con l'avvento del nuovo secolo, mentre sua madre raggiunse suo fratello George in Inghilterra, Zelia tornò in Messico e vi si stabilì, andando ad abitare in una casa del XVIII secolo chiamata Qinta Rosalia, che aveva acquistato. La tradizione voleva che questo edificio fosse stato costruito su un terreno un tempo appartenente al "conquistador" Pedro de Alvarado, tanto che Zelia stessa gli diede il nome di "Casa de Alvarado". Questa casa resterà per tutta la sua vita la sua residenza principale. Nelle sue lettere, Zelia manifestò spesso quanto fosse importante per lei avere una casa nella quale sentirsi a proprio agio per poter scrivere. Fece infatti di quell'abitazione un luogo piacevole ed accogliente, che molti americanisti stranieri visitarono, con una specie di salotto dove si riunivano scienziati e intellettuali. La presenza di un vasto terreno attorno alla casa le permise, inoltre, di dedicarsi al giardinaggio, sua seconda grande passione.

Studiò infatti l'arte messicana dei giardini e le erbe medicinali autoctone, e prese a collezionare i semi delle specie che erano sconosciute negli Stati Uniti e che contava poi d'introdurre nel Nord America. Partecipò così anche all'introduzione della coltura del Taro nello Stato d'Orizaba.
Zelia Nuttall fu tra coloro che per primi, nel 1902, identificarono i manufatti artistici che datavano il periodo pre-azteco.
Ella, difatti, aveva avuto occasione di osservare numerosi manufatti archeologici nei musei ed aveva visitato diversi siti, ma fu solo nel 1910 che, in accordo con le autorità messicane, realizzò i suoi primi scavi importanti sull'Isola dei Sacrifici. Ipotizzò così di aver visto nell'Isola una delle possibili localizzazioni di Aztlán, ma fu violentemente osteggiata da Leopoldo Batres, eminente archeologo, già ispettore di tali vestigia. Costui si oppose fermamente alle sue opinioni, ma più per conflitto d'autorità che per motivazioni scientifiche. In tal modo la disputa si diffuse sulla stampa.

Zelia in segno di protesta rinunciò al suo titolo di professore onorario del Museo nazionale e abbandonò definitivamente gli scavi, ad eccezione di quelli che in seguito effettuò sul proprio terreno presso la Casa de Alvarado. In effetti, come del resto tutto l'insieme della città messicana, la casa era stata costruita su di un sottosuolo archeologicamente assai ricco.
Durante i suoi ultimi anni Zelia si appassionò al tema del culto del sole, che pensava fosse diffuso in tutte le culture precolombiane, e vedeva quanto spesso, in numerose costruzioni, fossero presenti degli gnomoni. Al fine di favorire la nascita di un sentimento di unità culturale nell'America tropicale, ella si impegnò persino a promuovere, in Messico e in Perù, la reintroduzione di un "capodanno precolombiano", da festeggiarsi nel mese di maggio con dei giochi di bambini attorno a uno gnomone collocato nei cortili o nelle piazze.
Zelia Nuttall morì a 75 anni, a Coyocan, in Messico, nel 1933.

Esempio tipico di pioniere dell’americanismo dalle attività eclettiche, ella s’interessò parimenti alla storia coloniale, alle piante tradizionali messicane, così come alla rivitalizzazione della civiltà e della cultura precolombiana.

Zelia Nuttall fu membro di numerose e prestigiose istituzioni accademiche (fra cui il Museo di storia naturale Peabody dell'Università di Harvard e il Museo nazionale d’antropologia del Messico).  Poiché, senza essere particolarmente benestante, ella disponeva di risorse finanziarie personali, Zelia Nuttall svolse la maggior parte delle sue attività senza essere remunerata e nell'ambito delle qualifiche e delle funzioni onorarie. Tuttavia ella beneficiò anche di qualche forma di sostegno esterno, fra cui in particolare quello di Phœbe Hearst, madre di William Hearst, fondatrice del "Phoebe A. Hearst Museum of Anthropology" di Berkeley, al quale ella donò numerosi oggetti..
David Herbert Lawrence si ispirò ad essa per il personaggio di Mrs. Norris nel suo romanzo Il Serpente piumato.

## Pubblicazioni

### Manoscritti antichi
In quegli anni, quando gli studi sulla cultura precolombiana erano ancora agli inizi, i collezionisti e gli amministratori delle biblioteche pubbliche non erano sempre consapevoli dell'importanza di certe loro opere. Zelia Nuttall, invece, si sforzò di ritrovare documenti storici inediti per pubblicarli. In particolare:
- Portò fuori il Codice Zouche-Nuttall dalla biblioteca del suo proprietario, il barone Zouche de Haryngworth. Un fac-simile, accompagnato da una sua presentazione, venne pubblicato nel 1902 dal Museo Peabody.
- Nel 1890, identificò, nella Biblioteca nazionale centrale di Firenze, il Codice Magliabecchiano, che fece pubblicare nel 1903 dall’Università della California, con il titolo: The Book of the Life of the Ancient Mexicans. Ella, in tale occasione, entrò in conflitto con il Duca di Loubat, che pubblicò un testo sull'argomento nel 1904 senza accreditare alla Nuttall la sua scoperta.[8].
- Nel 1911, trovò nella Biblioteca nazionale di Spagna un testo incompiuto, datato 1559, che riformulava la storia della conquista del Messico. Zelia fece riprodurre tale testo ad uso dei ricercatori.
- Mise assieme i manoscritti di Francis Drake e di John Hawkins contenuti negli archivi nazionali del Messico e nei fondi delle biblioteche di New York, in Spagna, in Italia, in Francia e in Inghilterra (Bodleian Library, British Museum e gli archivi pubblici di Londra). Il tutto venne pubblicato nel 1914 dalla Hakluyt Society di Londra con il titolo: A New Light on Drake. Per completare il lavoro, nel 1916 ella si recò infine nello stretto di Juan de Fuca, fra l’isola di Vancouver e lo Stato di Washington onde confermare i dettagli dei viaggi di Drake.

### Scritti personali
Zelia Nuttall scrisse e pubblicò numerosissimi articoli, mentre diversi altri scritti incompiuti sono stati scoperti dopo la sua morte. Molti manoscritti e alcune sue lettere furono consegnati da Charles Bowditch a F. Putnam,  e si trovano ora negli archivi del Peabody Museum. Fra i suoi scritti si distingue la sua opera più importante, comparsa nel 1901: The Fundamental Principles of New and Old World Civilizations, frutto di tredici anni di riflessioni. Essa tratta del significato della svastica nel mondo, come simbolo della Stella Polare, a partire dallo studio della sua collocazione nelle civiltà precolombiane, e sostiene l’ipotesi di una origine eurasiana delle culture americane. Anche se il suo contenuto scientifico appare ormai obsoleto, quest'opera ha comunque contribuito ad attirare l'interesse di numerosi studiosi verso gli studi sull'America.

## Incarichi, riconoscimenti, istituzioni
Zelia Nuttall fu membro di numerosissime istituzioni americane e corrispondente di istituzioni straniere con sede a Parigi, Ginevra, Londra, Roma, Stoccolma e Lima.

Ella fu assistente onorario di archeologia messicana presso il Peabody Museum di Harvard dal 1886 sino alla morte, e professore onorario di archeologia del Museo nazionale del Messico dal 1885-1886 sino alle sue dimissioni nel 1910. E fu altresì direttrice di settore, per il Messico, dei "Crocker-Reid Researches" dell’Università della California.
Fu inoltre membro dei seguenti gruppi e organismi:
- Consiglio del Dipartimento di antropologia dell’Università della California
- Associazione americana di antropologia
- Associazione americana per lo sviluppo delle scienze
- Società americana di etnologia
- Società americana di geografia
- Società americana di filosofia
- Società ispano-americana
- Società americana asiatica
- Istituto reale di antropologia
- Società di numismatica e di antichità di Filadelfia
- Accademia delle scienze della California
- Giuria internazionale dell'Esposizione universale di Chicago (1893)
- Giuria dell’esposizione commerciale della Louisiana (1904).

Zelia Nuttall ricevette alcune medaglie d’oro alle esposizioni storiche di Madrid (1892) e Buffalo (1901), e alla esposizione universale di Chicago (1893).